# Ловни парк
Ловни парк је велики ограђени простор, парк-шума обично саставни део великих паркова владара. 

## Историјат

### Стари век
Први трагови ловних паркова налазе се у Кини где, почев од династије Џоу (周朝, 1122—256. пне.) ловни парк постаје саставни део великих царских паркова.
Нешто касније у Месопотамији се срећу велики шума-паркови у којима је гајена дивљач за лов. Асирско-вавилонски велики ловни паркови са својом понудом дивљих животиња имали су одвојену позицију и јаку заштиту. У Персији парадис је пре свега био ловни парк, са воћкама гајеним за исхрану, исто као и у асирско-вавилонским вртовима. Деда младог Кира II, Кир I, изградио велики ловни врт, у нади да ће га задржати у кући. Кир II је то презирао, и једва чекао да са својим друговима оде ван ловишта, јер у овом парку је било толико животиња да му се чинило као да лови заробљена створења. На ваљкастом печату од кварца приказан је краљ Дарије у лову у палмовом гају. Ксенофонт пише да је Кир II, као цар, имао палату и велики парадис парк пун дивљих звери које је користио за лов на коњима, и још један ограђен парадис воћњака у Сирији. Стога је вероватно да су краљевски ловни паркови Ахеменидски рајеви били обично затворени простори који су укључивали воћњаке и пољопривредно земљиште, опсежне системе за наводњавање, палате и павиљоне са формалним вртовима, заштићене шуме и дивљач. 
Плиније Млађи пише да је у блискоисточној, египатској и хеленистичкој култури лов је краљевски спорт пар екселанс. Римљанима је то, међутим, потенцијална забава за сваког ратника (uir militaris). Плиније се бави овом темом у свом панегирику како би истакао позитивно биографско, политичко и културно значење у Трајанову омиљену забаву. Али он нема добро мишљење о лову у Персији (Περσικην θηραν). Ти људи су дивљач затварали у паркове (παραδεισοις), а затим, кад год су хтели (οποτε επιθυμησειαν), клали је као да је у обору, показујући да не воле тежак посао нити ризик јер им је плен слаб и сломљеног духа. Али они су себи подједнако одузели радост проналажења дивљачи, узбуђење због поготка и приближавањa обореном плену. Као да тврде да воле рат, а затим пропуштају прилику да се упусте у сукоб са непријатељем, него заробљенике убијају код куће. 
Домицијан се забављао у свом приватном ловном парку клањем гоњене дивљачи, па је чак забијао две стреле у главе свог плена „правећи му рогове“. Он додељује конзулу Ацилијусу Глабрију задатак да убије лава на његовом имању на Албанију и, љубоморан на Глабријев успех у томе, га је касније погубио. 

### Средњи век
У средњем веку Hartmann von Aue (1160/70-1210/20) немачки песник пише у наративној поеми Erec: "Краљ је узео хектар, или чак и више од шума на језеру, и подигао зид око њега." Опис даље говори да је простор био подељен на три дела за различите врсте животиња, а краљ је имао добро постављену чеку, да би могао са дамама да гледа лов. Један овакав објекат изградио је Барбароса 1161. године. Величанствена грађевина од црвеног камена: "са једне стране је имала јаке зидове, с друге рибњак, више као језеро, где се гаје рибе и птице, лепе за гледање и добре за јело. У ловном парку је пуно јелена и срна."

### Нови век
Током ренесансе најинтимнија слика вртова је у француској поеми Le Verger d'honneur (воћњак части) Andre de la Vigne-а (1470-1526), иако се само набрајају чуда и нема логичне повезаности, помиње се и ловни парк довољно велики да обезбеди цео град. На гравири из 1609. виле Ланте поред геометријског врта западно је ловни врт са ловачком кућом. На цртежу Џона Спajeрса геометра Ланселота Брауна из 1786. приказан је ловни парк у Стафордширу који је био у власништву једног од Браунових клијената, грофа Донегала.

## Парк јелена
У средњовековној и раној модерној Енглеској, Велсу и Ирској парк јелена (латински: novale cervorum, campus cervorum) био је врста ловног парка. Ограђиван је јарком и дрвеном оградом, зиданим или каменим зидом са спољне стране јарка који је повећавао ефективну висину. Неки паркови су окруживани  "јеленским скоком" (deer leaps) ровом са стрмим зидом са спољне стране и унутрашњим зидом са благим падом, дозвољавајући јеленима да уђу у парк, али спречавајући их да изађу. Јеленски скок је претеча ха-ха ровова које је Волпол у свом делу “Историја модерног укуса у вртларству” (The history of the modern taste in gardening) назвао водећим фактором победе енглеског пејзажног врта.